# Caso Francischini
O Caso Francischini consiste em um conjunto de precedentes judiciais produzidos pelo Tribunal Superior Eleitoral (TSE) e pela Supremo Tribunal Federal (STF) que foram os primeiros a punirem no Brasil um político pela conduta de disseminação de notícias fraudulentas (Fake News).
As decisões judiciais que vem sendo tomadas nesse caso vem representando uma inovação jurisprudencial na qual foi constatado um conflito entre diferentes direitos fundamentais, tais como o direito à liberdade de expressão, à segurança jurídica e ao acesso à informação, bem como tem ganho notoriedade nacional por envolver um debate sobre as prerrogativas e limites da atuação judicial no combate à desinformação e ao abuso eleitoral.

## Histórico

### Antecedentes
Em uma perspectiva mundial, a divulgação da desinformação e das fake news no contexto eleitoral começou a ganhar destaque após as eleições presidenciais americanas de 2016, quando a avalanche de notícias fraudulentas atribuídas às campanhas de Donald Trump, em maior número, e de Hillary Clinton, em menor número, teriam sido decisivas no resultado final daquele processo eleitoral. 
No Brasil, a discussão sobre a desinformação eleitoral surge com força durante as eleições gerais de 2018, quando diversas ações foram ajuizadas na Justiça Eleitoral brasileira, especialmente acusando candidatos que na época espalhavam informações falsas ou fraudulentas que buscavam abalar a confiança pública no sistema electrónico de votação e nas autoridades do Tribunal Superior Eleitoral (TSE).
Em maio de 2018, o canal de informações UOL noticiou que o deputado federal Fernando Francischini (PSL), eleito pelo estado do Paraná, havia destinado recursos públicos de sua quota parlamentar, num total de 24 mil reais, a uma empresa denominada Novo Brasil Empreendimentos Digitais, a qual era responsável por gerenciar uma rede de sites destinados a difundir "fake news", tais como a Folha Política.
Em 07 de outubro de 2018, dia das eleições gerais naquele ano, o candidato Fernando Francischini, que na época ocupava o cargo de deputado federal e estava concorrendo ao cargo de deputado estadual para a Assembleia Legislativa do Paraná (ALEP), realizou uma live em medias de redes sociais na qual propagou a informação falsa de que duas urnas supostamente estavam fraudadas e não aceitavam votos no então candidato à Presidência da República Jair Bolsonaro (PSL). De acordo com dados da justiça eleitoral, constatou-se que esse vídeo, ao ser transmitido pela Internet, alcançou imediatamente 70 mil pessoas e, até meados de novembro do mesmo ano, registrava 6 milhões de visualizações, além de 400 mil compartilhamentos.
Por causa dessa acção do referido candidato, o Ministério Público (MP) eleitoral no estado do Paraná ajuizou a ação de investigação judicial eleitoral na justiça eleitoral paranaense, alegando que esse candidato estaria supostamente fazendo uso indevido dos meios de comunicação e praticando abuso de autoridade, violando o previsto do artigo 22 da Lei das Inelegibilidades. Essa acção foi inicialmente rejeitada pelo Tribunal Regional Eleitoral do Paraná (TRE-PR), ao julgá-la improcedente.
O MP eleitoral recorreu dessa decisão da justiça paranaense apresentando recurso ordinário eleitoral perante o TSE.

### Casos semelhantes
Em reportagem da BBC News Brasil divulgada em 22 de outubro de 2018, a equipe jornalística havia apurado que das 111 investigações que o Ministério Público eleitoral realizava no período, apenas uma envolvia à difusão de fake news para fins eleitorais que foi a investigação instaurada em 11 de outubro de 2018 pelo procurador da república Marcelo da Mota, vinculado ao Ministério Público Federal de Santa Catarina.
Também em 2018, haviam sido ajuizadas diversas ações na justiça eleitoral visando a cassação da chapa Bolsonaro-Mourão à presidência e vice-presidência da República, sendo que quatro delas tinham como objeto a difusão de fake news para atacar outros candidatos e também irregularidade na contratação da prestação de serviços de disparos de mensagens em massa por aplicativos de mensagens instantâneas, tais como o WhatsApp, e uma delas tinha como objeto o uso indevido dos meios de comunicação.

## Jurisprudência dos Tribunais Superiores

### RO 0603975-98 no Tribunal Superior Eleitoral (TSE)
O TSE julgou o Recurso Ordinário nº 0603975-98, ajuizado pelo Ministério Público eleitoral no estado do Paraná, em 28 de outubro de 2021, tendo decidido reverter a decisão do TRE-PR e, então, condenou o candidato processado pela conduta de propagação de desinformação contra as urnas eletrônicas, prática que se caracterizaria pelo uso indevido dos meios de comunicação, além dos abusos de poder político e de autoridade, todas práticas ilegais que seriam proibidas pelo artigo 22 da Lei Complementar nº 64/1990 (Lei das inelegibilidades).
Tendo sido relatado pelo ministro Luis Felipe Salomão que votou pela condenação do candidato processado Fernando Francischini, esse precedente judicial foi produzido pela corte superior da justiça eleitoral por uma ampla maioria dos ministros, cuja votação foi contabilizada em seis votos pela condenação e um pela absolvição do acusado.

#### Votação dos Ministros
| Nome do ministro              | Classe                                                           | Voto       | Ref.        |
| ----------------------------- | ---------------------------------------------------------------- | ---------- | ----------- |
| Luis Felipe Salomão (relator) | Ministro do STJ                                                  | Condenação | [ 8 ] [ 9 ] |
| Mauro Campbell Marques        | Ministro do STJ                                                  | Condenação | [ 8 ] [ 9 ] |
| Sérgio Banhos                 | Jurista escolhido pela Presidência da República (não magistrado) | Condenação | [ 8 ] [ 9 ] |
| Luiz Edson Fachin             | Ministro do STF                                                  | Condenação | [ 8 ] [ 9 ] |
| Alexandre de Moraes           | Ministro do STF                                                  | Condenação | [ 8 ] [ 9 ] |
| Luís Roberto Barroso          | Ministro do STF                                                  | Condenação | [ 8 ] [ 9 ] |
| Carlos Horbach                | Jurista escolhido pela Presidência da República (não magistrado) | Absolvição | [ 8 ] [ 9 ] |

#### Decisão
O TSE julgou que Fernando Francischini cometeu crimes eleitorais ao utilizar o seu perfil pessoal no Facebook para promover ataques contra as urnas eletrônicas, incidindo nas práticas proibidas pelo artigo 22 da Lei das Inelegibilidades, tendo o Tribunal decidido pela cassação do parlamentar e sua inelegibilidade por oito anos, a contar da data da eleição em 2018.

### Ações processuais no Supremo Tribunal Federal (STF)

#### TPA 39 no STF
Em 23 de fevereiro de 2022, o candidato cassado pelo TSE impetrou no Supremo Tribunal Federal (STF) uma ação com um pedido de liminar provisória para que o Poder Judiciário atuasse diante de uma situação que seria considerada como de urgência. Trata-se da Tutela Provisória Antecedente (TPA) nº 39 que foi protocolada nos autos de uma ação processual que já tramitava na 2ª Turma do STF, a Arguição de Descumprimento de Preceito Fundamental (ADPF) nº 761, cujo relator é o ministro Kassio Nunes Marques.
O ministro Nunes Marques proferiu uma decisão monocrática em que ele deferiu a liminar ajuizada por Fernando Francischini em 02 de junho de 2022, decidindo pela suspensão do acórdão do TSE, o que resultaria na restauração da validade do mandato do parlamentar da Assembleia Legislativa do Estado do Paraná que havia sido cassado pela corte eleitoral.
No dia 07 de junho de 2022, o relator do processo submeteu sua decisão para referendo pela Segunda Turma do STF. Apesar de relatado pelo ministro Kassio Nunes Marques, voto que foi acompanhado pelo ministro André Mendonça, Luiz Edson Fachin apresentou um voto (no jargão jurídico voto-vista) em que divergia do relator Nunes Marques, defendendo que fosse mantido o acórdão do TSE e que Fernando Francischini permanece cassado. Essa divergência foi acompanhada pelos ministros Ricardo Lewandowski e Gilmar Mendes, de modo que a votação foi contabilizada em três votos pela derrubada da decisão monocrática de Nunes Marques com a manutenção da decisão do TSE que condenou Francischini, enquanto dois votos eram pela confirmação dessa decisão com a devolução do mandato ao deputado cassado..

##### Votação do referendo da liminar dada pelo relator pelos Ministros da 2ª Turma
| Nome do ministro do STF        | Imagem | Voto                                                                                | Ref.   |
| ------------------------------ | ------ | ----------------------------------------------------------------------------------- | ------ |
| Kassio Nunes Marques (relator) |        | Manutenção da liminar pela suspensão da decisão do TSE e restauração do mandato     | [ 12 ] |
| André Mendonça                 |        | Manutenção da liminar pela suspensão da decisão do TSE e restauração do mandato     | [ 12 ] |
| Luiz Edson Fachin (revisor)    |        | Rejeição da liminar com a manutenção da decisão do TSE e da cassação do parlamentar | [ 12 ] |
| Enrique Ricardo Lewandowski    |        | Rejeição da liminar com a manutenção da decisão do TSE e da cassação do parlamentar | [ 12 ] |
| Gilmar Mendes                  |        | Rejeição da liminar com a manutenção da decisão do TSE e da cassação do parlamentar | [ 12 ] |

## Repercussão e reações

### Repercussões em outros casos ou situações semelhantes
Os fatos ocorridos nas eleições de 2018 envolvendo a disseminação de fake news levaram o TSE a também produzir uma jurisprudência sobre a realização de disparos em massa dessas informações falsas sobre o processo eleitoral brasileiro. Isso ocorreu durante o julgamento das ações de investigação judicial eleitoral 0601968-80 e 0601771-28, que envolviam a chapa presidencial Bolsonaro-Mourão, vencedora das eleições presidenciais de 2018, e a realização disparos em massa de fake news por meio do aplicativo Whatsapp. No julgamento dessas ações, o TSE decidiu que a veiculação de disparos em massa por meio de plataforma de redes sociais pode caracterizar uso indevido dos meios de comunicação, apto a gerar a perda de mandato ou cassação do registro eleitoral.

#### Regulação das fake news pelo TSE
Em 14 de dezembro de 2021, o TSE alterou a Resolução nº 23.610/2019, editada originalmente para disciplinar a propaganda eleitoral, a utilização e geração do horário gratuito, bem como as condutas ilícitas em campanha eleitoral, modificando um dos artigos previstos e incluindo outro com o propósito de melhor regular o enfrentamento da desinformação na propaganda eleitoral (artigos 9º e 9º-A).
Em 20 de outubro de 2022, o TSE aprovou uma resolução (Resolução nº 23.714/2022), com a unanimidade de seus ministros, em que busca tornar mais efetivo o combate à desinformação no processo eleitoral, ao tornar mais ágil a remoção de conteúdo falso ou fraudulento da Internet. Dentre as regras previstas nessa resolução, constam as seguintes:

 É vedada, nos termos do Código Eleitoral, a divulgação ou compartilhamento de fatos sabidamente inverídicos ou gravemente descontextualizados que atinjam a integridade do processo eleitoral, inclusive os processos de votação, apuração e totalização de votos.— Art. 2º, caput
 Art. 4. A produção sistemática de desinformação, caracterizada pela publicação contumaz de informações falsas ou descontextualizadas sobre o processo eleitoral, autoriza a determinação de suspensão temporária de perfis, contas ou canais mantidos em mídias sociais, observados, quanto aos requisitos, prazos e consequências, o disposto no art. 2º.
Parágrafo único. A determinação a que se refere o caput compreenderá a suspensão de registro de novos perfis, contas ou canais pelos responsáveis ou sob seu controle, bem assim a utilização  de  perfis,  contas  ou  canais  contingenciais  previamente  registrados,  sob  pena  de configuração do crime previsto no art. 347 da Lei nº 4.737, de 15 de julho de 1965 -Código Eleitoral.— Art. 4º, caput e parágrafo único

### Reações de juristas
- Lenio Streck: o jurista Lenio Luiz Streck, advogado, procurador de justiça aposentado do Ministério Público do Rio Grande do Sul, professor de Direito Constitucional e doutor em direito pela Universidade Federal de Santa Catarina (UFSC), afirmou que "Não há nada que obste a decisão do TSE sobre o caso Fransceschini. O TSE não está legislando. Está aplicando Direito Sancionador".[2]
- Marina A. Moraes: a jurista Marina Moraes, advogada e mestra em Ciência Política pela Universidade Federal de Goiás (UFG), entendeu que o TSE teria violado o princípio da anualidade eleitoral, ao afirmar que o TSE teria modificado sua jurisprudência ao julgar o caso de Francischini. E, para ela, o Tribunal deveria determinar no seu acórdão que essa posição somente deveria ser considerada válida a partir das eleições seguintes.[2]